# (9839) Crabbegat
(9839) Crabbegat ist ein Asteroid des inneren Hauptgürtels, der am 11. Februar 1988 von dem belgischen Astronomen Eric Walter Elst am La-Silla-Observatorium der Europäischen Südsternwarte in Chile (IAU-Code 809) entdeckt wurde. Eine Sichtung des Asteroiden hatte es schon vorher am 5. September 1978 unter der vorläufigen Bezeichnung 1978 RN4 am Krim-Observatorium in Nautschnyj gegeben.
(9839) Crabbegat wurde am 20. November 2002 nach der kleinen idyllischen Straße Chemin du Crabbegat/Crabbegatweg benannt, die sich in Uccle/Ukkel in der Region Brüssel-Hauptstadt beim Parc de Wolvendael/Wolvendael Park und in der Nähe der Königlichen Sternwarte von Belgien befindet.